# Bad Sachsa
Bad Sachsa é uma cidade da Alemanha localizada no distrito de Osterode, estado de Baixa Saxônia.